# Římské osídlení Derbského závodiště
Římské osídlení Derbského závodiště bylo po Derventiu a Strutt's Parku třetím osídlením na území dnešního anglického města Derby. Leží 600 metrů východně od místa starověkého římského opevnění Derventio v Little Chesteru, okrajové části Derby. Vedla kolem něj římská silnice nad řekou Trent z Derventia do Sawley. Dnes je místo národní památkou.

## Popis

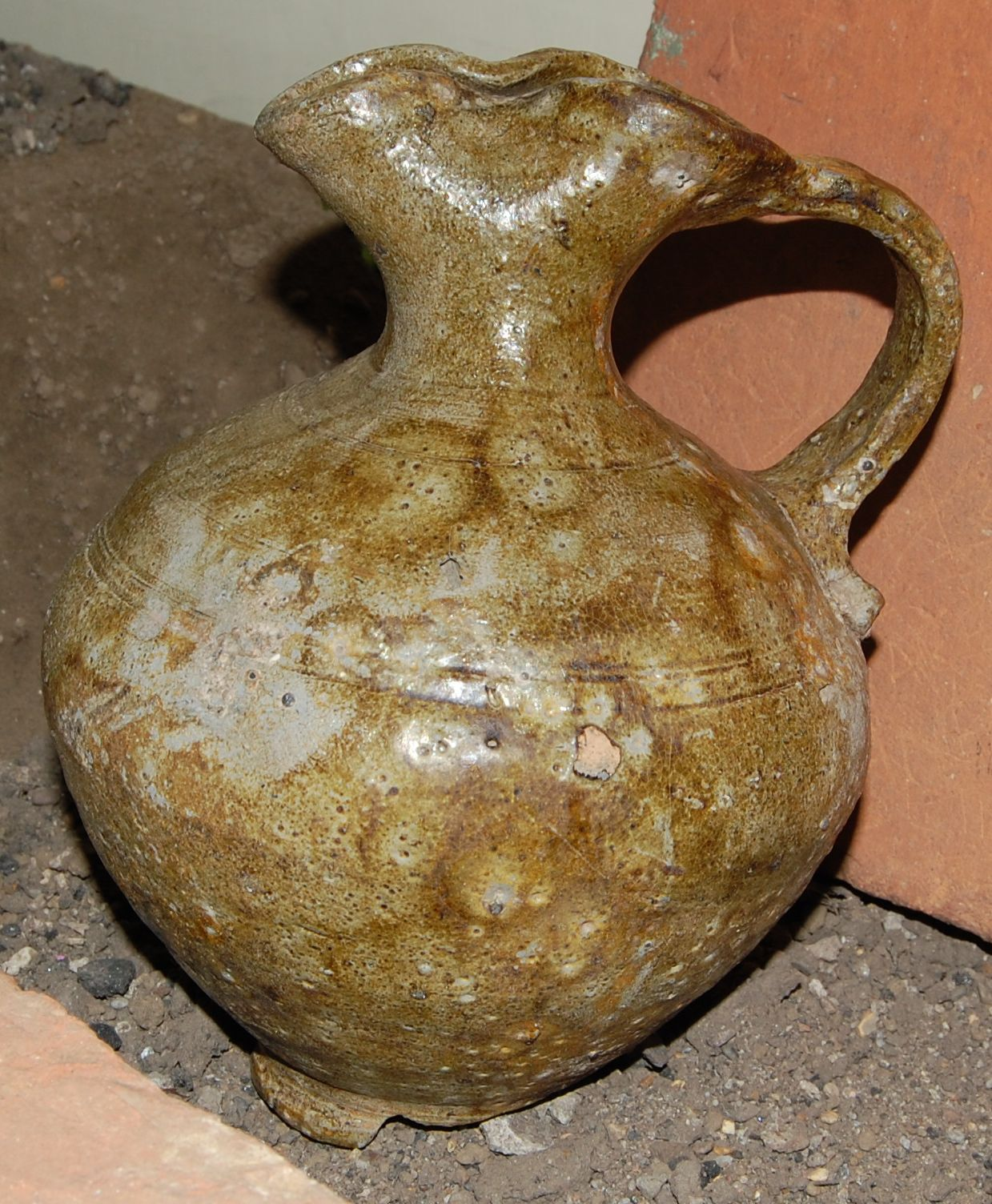
Glazovaný džbán z římského osídlení

První římské opevnění v oblasti bylo vybudováno naproti břehu řeky Derwent ve Strutt's Parku, dnešní části Derby. Toto bylo roku 80 nahrazeno pevností zde v Derventiu. Ovšem ani ta dlouho nevydržela a po asi 40 letech byla vyřazena z provozu. Pevnost, cestou na západě spojená s Icknield Street a na východě se Sawley, podněcovala na tomto místě rozsáhlou aktivitu Římanů. Později byla opět osídlena a využívána po dalších dvacet pět let. Pak zůstalo místo neobydlené až do konce 3. století, kdy byla kolem města postavena kamenná zeď. Římské osídlení Derbského závodiště, věnující se hrnčířství a zpracování železa, bylo založeno 600 metrů východně u cesty do Sawley okolo roku 90. English Heritage jej považuje za významný příklad malé civilní osady (latinsky nazývané vicus). Takové osady bývaly přidruženy k římským pevnostem – v tomto případě to bylo Derventio. Existují známky svědčící o tom, že příslušníci kmene Cornovii (někdy psáno také Cornobii, Cornavii nebo Cornabii), kteří zdejší oblast obývali, přijímali římský způsob života a integrovali se do římské ekonomiky. Tento jev je označován jako romanizace.
Při průzkumech oblasti byly nalezeny pozůstatky hrnčířských pecí, datujících se do doby od roku 90 do poloviny 2. století, kdy tu začalo zpracování železa. Do dnes se zachoval i glazovaný džbán (na obrázku vpravo), jenž tu byl vytvořen a nyní je k vidění v Derby Museum and Art Gallery. Kromě toho se tu nacházel obrovský hřbitov s pěti kamennými mauzolei.

## Historie

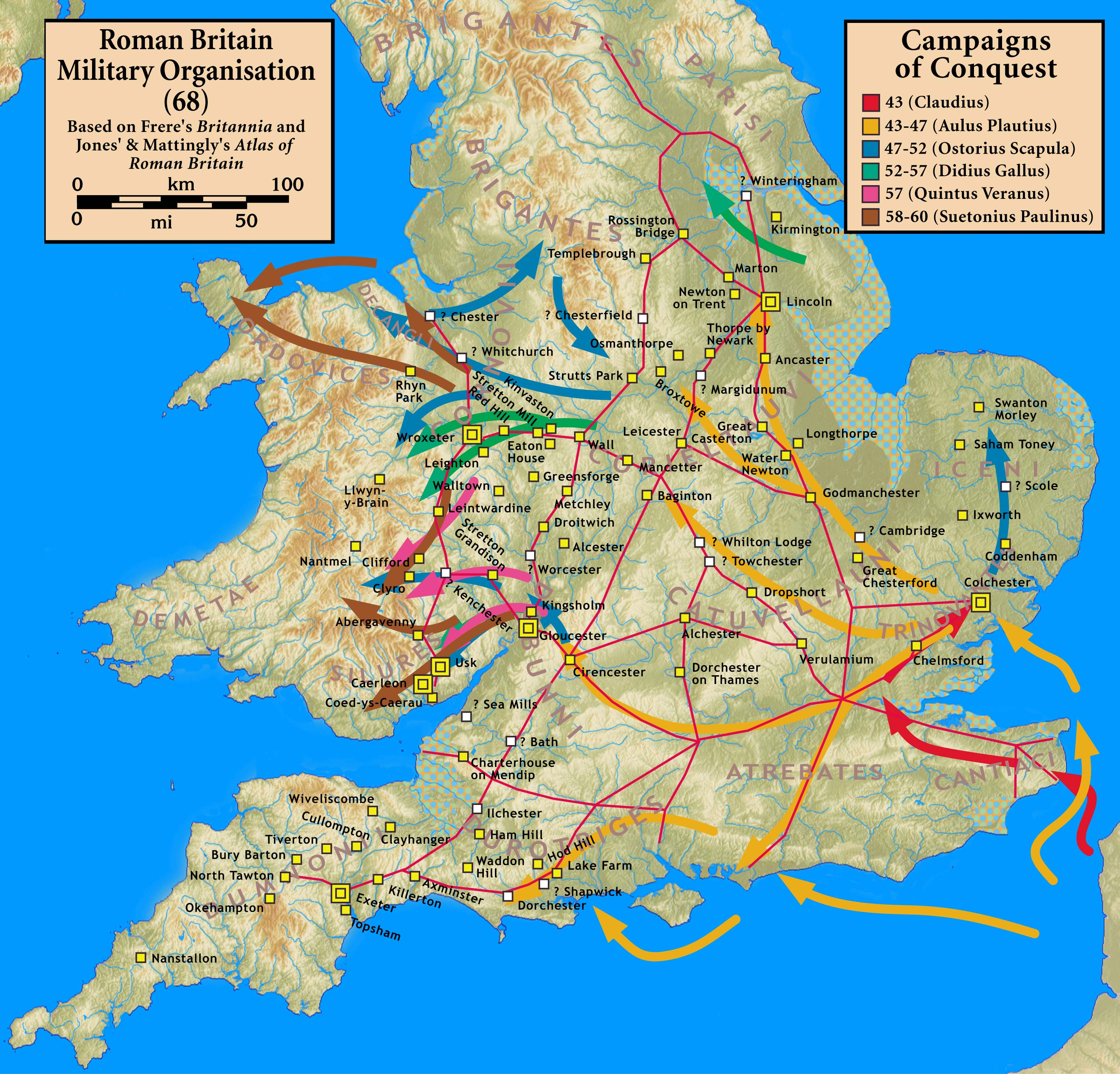
Tažení Ostoria Scapuly

Tato část Británie byla osídlená kmenem známým jako Cornovii. V letech 46 a 47 n. l. ovládla římská armáda pod velením Aula Plautia území na jih od řeky Trent, takže roku 50 tu byla frontová linie. Kvůli nedostatku písemných dokumentů z této doby jsou tyto údaje založené na archeologických výzkumech. Na konci roku 47 započal nový guvernér Británie Publius Ostorius Scapula tažení proti velšským kmenům. V této době byla římská pevnost ve Strutt's Parku jednou z nových pevností vybudovaných podél nové zásobovací cesty z Wroxeteru do Rossingtonu.
Snaha o dobytí Silurů pokračovala také za guvernéra Quinta Verania a jeho následníka Gaia Suetonia Paulina, avšak pevnost ve Strutt's Parku měla nyní zachovávat mír. Okolo roku 74 nastala na území severně od řeky Mersey nestabilita a královna Brigantů Cartimandua musela požádat o pomoc Římanů, aby porazili povstání. V roce 78 se stal guvernérem Gnaeus Julius Agricola, slavný díky chvalořečné biografii, kterou o něm napsal jeho zeť Tacitus. Upevnil pozici pevností, zlepšil infrastrukturu a vedl některá dobře zdokumentovaná tažení. Nejdříve roku 78 znovu dobyl severní Wales, v roce 79 pak porazil Briganty a Parisie a získal celou severní Anglii až k současné skotské hranici. Pevnost ve Strutt's Parku byla vyklizena roku 80, kdy bylo založeno Derventio.
Derventio bylo osídleno čtyřicet let asi do roku 120 n. l. Pro uvedení do kontextu doby, v tomto roce navštívil Británii císař Hadrianus a započal stavbu valu, který je po něm pojmenován. Ačkoliv měla země vždy obrovskou vojenskou sílu, nyní se soustředila především na průmyslovou produkci. V Derby bylo rozšířeno hrnčířství a severněji v Peak District se rozmohla těžba olova. Později se Derby stalo centrem zpracování kovů a toto pokračovalo následujících dvě stě let.